# مارینا ویلکه
مارینا ویلکه (انگلیسی: Marina Wilke؛ زادهٔ ۲۸ فوریهٔ ۱۹۵۸) قایقران روئینگ اهل آلمان شرقی سابق بود.